# Polskie Towarzystwo Ochrony Przyrody „Salamandra”
Polskie Towarzystwo Ochrony Przyrody „Salamandra” – społeczna organizacja przyrodnicza powstała w 1993 roku. W 2004 uzyskała status organizacji pożytku publicznego. Podejmuje działania na rzecz ochrony dziedzictwa przyrodniczego Polski – fauny, flory, ekosystemów i krajobrazów. Zajmuje się również edukacją ekologiczną. Stara się także wpływać na kształt prawa ochrony przyrody i zwiększać stopień jego przestrzegania. Organizacja kierowana jest przez osoby zajmujące się naukami przyrodniczymi, a jej przedsięwzięcia koordynują specjaliści z odpowiednich dziedzin. Poza tym Towarzystwo korzysta z pomocy wolontariuszy. W 2012 liczy ponad 3000 członków, z czego ok. 500 jest aktywnych. Ponadto z organizacją stale współpracuje kilkadziesiąt osób, niebędących jej członkami, a także wiele instytucji i organizacji zajmujących się ochroną przyrody. Jest członkiem organizacji międzynarodowych: IUCN, BatLife Europe i CEEweb. Wydaje popularnonaukowe czasopismo Magazyn Przyrodniczy „Salamandra” oraz specjalistyczne – Ptaki Wielkopolski.

## Działania towarzystwa

### Praktyczna ochrona
- ochrona nietoperzy (kilka przedsięwzięć związanych z ochroną zimowisk, kolonii rozrodczych i żerowisk tych ssaków),
- program SUSEŁ (przywracanie faunie Polski wymarłego gatunku ssaka – susła moręgowanego),
- ochrona ptaków w miastach (zapobieganie skutkom niewłaściwego ocieplania bloków, ochrona sokołów pustułek itp.),
- ochrona walorów przyrodniczych Doliny Noteci (program prowadzony przez Koło Nadnoteckie „Salamandry”),
- ochrona popielicy w Polsce Zachodniej (przywracanie tego nadrzewnego ssaka w miejsca, w których niegdyś wyginął, a odpowiednie dla niego siedliska znów istnieją),
- reintrodukcja mieczyka błotnego w Wielkopolsce (przywracanie tej niemal wymarłej w Polsce rośliny na łąkach w dolinie Noteci – program połączony z ochroną ekstensywnie użytkowanych łąk oraz ochroną trzmieli).

### Działania prawne i lobbingowe
- Natura 2000 (starania o właściwe wyznaczenie sieci Natura 2000 w Polsce, tworzenie kolejnych wersji tzw. Shadow List, tworzenie planów ochrony obszarów i kontrola ich skutecznej ochrony),
- program Ginące Gatunki (ograniczanie zagrożeń wynikających z nielegalnego handlu zagrożonymi gatunkami),
- zapobieganie szkodom przyrodniczym ich likwidacja (wprowadzanie w życie tzw. Dyrektywy Odpowiedzialnościowej i Ustawy Szkodowej – praktyczne wykorzystywanie narzędzi prawnych wprowadzonych przez te akty),
- doskonalenie prawa ochrony przyrody (opiniowane projektów aktów prawnych i ich zmian, lobbing na rzecz zwiększenia skuteczności polskich przepisów i ich zgodności z prawem UE),
- Polska na forum międzynarodowym (monitorowanie przestrzegania przez Polskę porozumień i konwencji przyrodniczych, lobbing na szczeblu międzynarodowym na rzecz zwiększenie skuteczności ochrony przyrody w skali globalnej).

### Edukacja przyrodnicza
Towarzystwo prowadzi działalność edukacyjną w wielu formach:
- konkursy wiedzy przyrodniczej (konkursy dla uczniów szkół różnych szczebli, ukierunkowane na pasjonatów przyrody),
- Foto-Eko (Ogólnopolski Konkurs Fotografii Przyrodniczej),
- Magazyn Przyrodniczy „Salamandra” (czasopismo dla wszystkich miłośników przyrody),
- program „Nie patrz wilkiem na wilka” (działania edukacyjne zapobiegające konfliktom między ludźmi i wilkami w Polsce Zachodniej),
- program „Wanted – żółw czerwonolicy” (kampania zwracająca uwagę na zagrożenia przyrodnicze powodowane przez obce gatunki, zwłaszcza żółwi wodnych),
- publikacje, wystawy, prelekcje, wycieczki, konferencje, kampanie medialne itp. (związane z różnymi problemami ochrony przyrody).

Terenowe zajęcia edukacyjne odbywają się głównie w rezerwacie przyrody „Meteoryt Morasko” i obejmują różnorodną tematykę: typy lasów, piętra roślinności w lesie, rośliny runa, rozpoznawanie gatunków drzew, rola bioróżnorodności, ciekawostki o ptakach, płazach i ssakach, rozpoznawanie głosów zwierząt, gatunki inwazyjne, powstanie kraterów meteorytowych, historia rezerwatu, krajobraz polodowcowy.
Dzięki wsparciu finansowemu fundacji Zakłady Kórnickie, pod patronatem PTOP „Salamandra” prowadzone są także wycieczki przyrodniczo-artystyczne „Drzewo Życia” o znaczeniu drzew, połączone z plenerem malarskim. Odbywają się one zwykle w Rogalinie koło Poznania oraz w innych miejscowościach objętych siecią szlaków pielgrzymkowych Rogalińskie Drogi. Zainicjowano także szkoleniowe Warsztaty Drzewo Życia dla kandydatów na nowych edukatorów przyrodniczych, którzy chcieliby się nauczyć organizować takie wycieczki, a dzięki projektowi "Drzewo Życia 2" powstały broszury przyrodnicze dla dwóch rogalińskich szlaków: Drogi Pokoju oraz Drogi Uprzejmości.

## Koła regionalne
- Akademickie Koło Chiropterologiczne PTOP „Salamandra” w Gdańsku,
- Akademickie Koło Chiropterologiczne PTOP „Salamandra” w Szczecinie,
- Koło PTOP „Salamandra” w Łodzi,
- Koło PTOP „Salamandra” w Olsztynie,
- Nadnoteckie Koło PTOP „Salamandra”,
- I Galicyjskie Koło PTOP „Salamandra”.